# Zaobljuba Ludvika XIII.
Zaobljuba Ludvika XIII. (francosko Le Vœu de Louis XIII) je slika Jean Auguste Dominique Ingresa iz leta 1824, zdaj v stolnici v Montaubanu. Prikazuje zaobljubo Ludvika XIII. Francoskega  Devici Mariji. Gre za oljno sliko na platnu, ki meri 421 x 262 cm.
Francosko ministrstvo za notranje zadeve jo je avgusta 1820 naročilo za stolnico svete Marije v Montaubanu. Predmet slike naj bi bila zaobljuba Ludvika XIII. leta 1638, da bi svoje kraljestvo posvetil Devici po njenem vnebovzetju. Ko je Ingres sprejel naročilo, je živel v Firencah. Čeprav je doživel uspeh kot portretni slikar, je bila njegova ambicija vzpostaviti ugled v bolj prestižnem žanru slikarstva, v zgodovinskem slikarstvu. V delo se je vrgel s svojo običajno skrbnostjo in štiri leta je veliko platno dokončal.
Z njim je odpotoval v Pariz oktobra 1824. To je bil kritični uspeh na Salonu tistega leta in je pozneje uveljavil Ingresa kot glavnega predstavnika klasicizma, v nasprotju z romantiko, ki jo je na istem Salonu predstavil Delacroix s sliko Masaker v Kiosu.
Slika je zasnovana v rafaelovskem slogu, razmeroma brez arhaizmov, zaradi katerih se je v preteklosti zameril kritikom in je pomenila veliko vrnitev Ingresa v pariški umetnostni svet po letih v Rimu in Firencah in njegovo opustitev bolj drznega sloga. Ingres je postal slaven po vsej Franciji. Januarja 1825 mu je Karel X. Francoski podelil odlikovanje Red legije časti  (Légion d'honneur), junija 1825 pa je bil izvoljen v Inštitut.
Za sliko so ohranjene številne risbe in slikarske študije v naravni velikosti. Majhna oljna skica kompozicije je v Musée Ingres v Montaubanu.
Leta 1855 je Ingres ponovil figuri Device in otroka v akvarelu, Devica in otrok pri sv. Antonu Padovanskem in Leopoldu (Cambridge, Fogg Art Museum).

## Razstave
Velika slika je bila nameščena v severnem transeptu stolnice in je bila 5-krat prepeljana in razstavljena v Parizu:
- Salon leta 1824
- 1855 za Univerzalno razstavo
- 1867 leto smrti Ingresa
- 1967 za stoletnico smrti Ingresa
- 2006 Le Louvre, 24. februar / 15. maj 2006, razstava Ingres